# Rövran
Rövran är en å i norra Härjedalen som får sitt vatten från bland annat Dörrsjön och Tåssåssjön. Rövran rinner genom Övre-Röversjön och Ytter-Röversjön ned i Ljungan ovanför Gruckensjöarna.
Det påstås att vattendraget fått sitt namn efter rövare som bodde där och plundrade pilgrimer som var på väg mot Nidaros (Trondheim).
I vattendraget finns ett kraftigt fall som kallas djävulshålan som är relativt enkelt att besöka, efter en kort stig, sommartid.